# نيوزيلنديون
النيوزيلنديون (بالإنجليزية: New Zealanders)‏ بالعامية معروفون بالكيوي، هم مواطنو نيوزيلندا. نيوزيلندا دولة متعددة القوميات، وموطن لأناس من عدة أصول وطنية. كانت بالأصل تضم فقط السكان الأصليين الماوري، و قد هيمن النيوزيلنديون الأوروبيون على بنية السكان العرقية منذ القرن التاسع عشر، والتي تضم في الأساس اسكتلنديين، إنجليز، ويلزيين وايرلنديي الأصل، مع نسب أصغر من أوروبيي الأصل مثل الفرنسيين، الهولنديين، الاسكندنافيين، وسلافيو الجنوب. يقدر عدد السكان المقيمين في نيوزيلندا حوالي 4.47 مليون حتى يونيو 2013. رغم أن حوالي 220,000 منهم قد أقام في الدولة لأقل من خمس سنوات.